# Janvier 2017 en sport
Pour des articles plus généraux, voir 2017 en sport et Janvier 2017.

## Janvier2017 en sport
- 2 au 14 : Rallye Dakar (auto-moto-camion) en Amérique du Sud. Stéphane Peterhansel remporte son 13e Rallye Dakar, le 7e dans la catégorie Autos.
- 4 janvier : le français Robert Marchand établit le record de l'heure en cyclisme sur piste dans la catégorie des plus de 105 ans.
- 11 au 29 : 25e édition des championnats du monde de handball masculin en France, remportée par l'équipe de France.
- 14 janvier au 5 février : Coupe d'Afrique des nations de football 2017 au Gabon.
- 17 au 29 : Open d'Australie de tennis. Serena Williams remporte le simple dames ; Roger Federer remporte le simple messieurs.
- 19 janvier : Armel Le Cléac'h remporte le Vendée Globe 2016-2017.
- 26 janvier : Francis Joyon et cinq hommes d'équipage battent le record du tour du monde à la voile en 40 j 23 h 30 min 30 s dans le cadre du Trophée Jules-Verne.